# Cardotiella
Cardotiella là một chi rêu trong họ Orthotrichaceae.